# Pace per Lugansk
Pace per Lugansk (in russo Мир Луганщине?, Mir Luganshchine), è il principale partito politico nella regione di Lugansk, con oltre 104.000 iscritti. Il capo del partito è Leonid Pasečnik, l'attuale capo della Repubblica Popolare di Lugansk.

## Storia
Il partito, fondato il 6 ottobre 2014, vuole una Repubblica popolare indipendente nell'Oblast' di Luhans'k, con stretti legami diplomatici con la Russia.
Il partito ha vinto le elezioni generali di Lugansk del 2014 con il 69,42% dei voti ottenendo 35 seggi. Ha eletto presidente il suo candidato Igor' Plotnickij, con il 77,04% dei voti. Successo riconfermato nelle elezioni generali del 2018, dove ha ottenuto con il 74,12% dei voti, 37 seggi e ha eletto presidente Leonid Pasečnik, col 68,30%.

## Struttura

### Presidente
- Igor' Plotnickij (2014-2017)
- Leonid Pasečnik (dal 2018)

## Risultati elettorali

### Presidenziali
| Elezione | Candidato        | Primo turno | Primo turno | Secondo turno | Secondo turno | Risultato |
| Elezione | Candidato        | Voti        | %           | Voti          | %             | Risultato |
| -------- | ---------------- | ----------- | ----------- | ------------- | ------------- | --------- |
| 2014     | Igor Plotnitskij | 589,095     | 77.04%      | -             | -             | Eletto    |
| 2018     | Leonid Pasečnik  | 596,230     | 68.30%      | -             | -             | Eletto    |

### Parlamentari
| Elezione | Risultati | Risultati | Risultati |
| Elezione | Voti      | %         | Seggi     |
| -------- | --------- | --------- | --------- |
| 2014     | 485,508   | 69.42%    | 35 / 50   |
| 2018     | 647,013   | 74.12%    | 37 / 50   |